# UEFA Futsal Champions League 2018-2019
La UEFA Futsal Champions League 2018-2019 è stata la 18ª edizione del torneo continentale riservato ai club di calcio a 5 vincitori nella precedente stagione del massimo campionato delle federazioni affiliate alla UEFA e la prima con questa denominazione. La competizione è iniziata il 28 agosto 2018 e si è conclusa il 28 aprile 2019.

## Squadre partecipanti
A partire da questa stagione le migliori tre nazioni schierano due squadre nel turno principale. Dal momento che il detentore del trofeo è l'Inter, che si trova in una delle tre nazioni con il ranking più alto, anche la quarta nazione schiera un'altra squadra. Sono ammesse invece solo le vincitrici di tutti gli altri campionati.

### Ranking nazioni
Il ranking viene calcolato in base a:
- Fase finale e qualificazioni del campionato europeo 2016
- Fase finale e qualificazioni del campionato mondiale 2016
- Fase finale e qualificazioni del campionato europeo 2018

| Rank | Federazione          | Coeff. | Squadre |
| ---- | -------------------- | ------ | ------- |
| 1    | Russia               | 10.171 | 2       |
| 2    | Spagna (TH)          | 10.022 | 2       |
| 3    | Portogallo           | 9.633  | 2       |
| 4    | Kazakistan           | 9.000  | 2       |
| 5    | Ucraina              | 8.389  | 1       |
| 6    | Azerbaigian          | 7.822  | 1       |
| 7    | Italia               | 7.444  | 1       |
| 8    | Serbia               | 6.833  | 1       |
| 9    | Slovenia             | 6.500  | 1       |
| 10   | Croazia              | 4.278  | 1       |
| 11   | Ungheria             | 4.111  | 1       |
| 12   | Rep. Ceca            | 3.611  | 1       |
| 13   | Romania              | 3.500  | 1       |
| 14   | Polonia              | 3.389  | 1       |
| 15   | Francia              | 2.944  | 1       |
| 16   | Slovacchia           | 2.944  | 1       |
| 17   | Bielorussia          | 2.889  | 1       |
| 18   | Paesi Bassi          | 2.278  | 1       |
| 19   | Bosnia ed Erzegovina | 2.222  | 1       |

| Rank | Federazione        | Coeff. | Squadre |
| ---- | ------------------ | ------ | ------- |
| 20   | Belgio             | 2.111  | 1       |
| 21   | Georgia            | 2.056  | 1       |
| 22   | Macedonia del Nord | 2.000  | 1       |
| 23   | Finlandia          | 1.694  | 1       |
| 24   | Lettonia           | 1.222  | 1       |
| 25   | Turchia            | 1.222  | 1       |
| 26   | Moldavia           | 0.833  | 1       |
| 27   | Inghilterra        | 0.833  | 1       |
| 28   | Albania            | 0.778  | 1       |
| 29   | Svezia             | 0.778  | 1       |
| 30   | Montenegro         | 0.722  | 1       |
| 31   | Danimarca          | 0.722  | 1       |
| 32   | Norvegia           | 0.722  | 1       |
| 33   | Kosovo             | 0.667  | 1       |
| 34   | Svizzera           | 0.583  | 1       |
| 35   | Bulgaria           | 0.556  | 1       |
| 36   | Armenia            | 0.500  | 1       |
| 37   | Grecia             | 0.500  | 1       |

| Rank | Federazione      | Coeff. | Squadre |
| ---- | ---------------- | ------ | ------- |
| 38   | Germania         | 0.500  | 1       |
| 39   | Galles           | 0.389  | 1       |
| 40   | Lituania         | 0.389  | 1       |
| 41   | Cipro            | 0.389  | 1       |
| 42   | Israele          | 0.278  | 1       |
| 43   | Andorra          | 0.222  | 1       |
| 44   | Estonia          | 0.111  | 1       |
| 45   | Malta            | 0.000  | 1       |
| 46   | Gibilterra       | 0.000  | 1       |
| 47   | San Marino       | 0.000  | 1       |
| 48   | Scozia           | 0.000  | 1       |
| (NR) | Austria          | 0.000  | 1       |
| (NR) | Fær Øer          | 0.000  | 1       |
| (NR) | Islanda          | 0.000  | 1       |
| (NR) | Liechtenstein    | 0.000  | 1       |
| (NR) | Lussemburgo      | 0.000  | 1       |
| (NR) | Irlanda del Nord | 0.000  | 1       |
| (NR) | Irlanda          | 0.000  | 1       |

Note
- (TH) – Nazione con il club detentore del titolo
- (DNE) – Nazione non partecipante
- (NR) – Nazione senza ranking

### Lista
I club sono stati ordinati in base al loro coefficiente UEFA (aggiornato al giugno del 2018).

| Turno principale | Turno principale      | Turno principale | Turno principale | Turno principale |
| Rank             | Squadra               | Coeff.           | Percorso         | Urna             |
| ---------------- | --------------------- | ---------------- | ---------------- | ---------------- |
| TH               | Inter (CH)            | 73.334           | A                | 1                |
| 1                | Sporting CP (CH)      | 47.333           | A                | 1                |
| 2                | Yugra Jugorsk (CH)    | 41.000           | A                | 1                |
| 3                | Barcellona (RU)       | 36.001           | A                | 1                |
| 4                | Benfica (RU)          | 29.333           | A                | 2                |
| 5                | Qairat Almaty (CH)    | 28.500           | A                | 2                |
| 6                | Berettyóújfalu (RU)   | 23.001           | A                | 2                |
| 7                | Ekonomac (CH)         | 20.501           | A                | 2                |
| 8                | Halle-Gooik (CH)      | 17.000           | A                | 3                |
| 9                | Sibirjak (RU)         | 17.000           | A                | 3                |
| 10               | Era-Pack Chrudim (CH) | 14.501           | A                | 3                |
| 11               | LidSelmash Lida (CH)  | 12.834           | A                | 3                |
| 12               | Nikars (CH)           | 12.000           | B                | 1                |
| 13               | Acqua e Sapone (CH)   | 10.667           | B                | 1                |
| 14               | Araz Naxçivan (CH)    | 10.500           | B                | 1                |
| 15               | Aktobe (RU)           | 9.500            | B                | 1                |
| 16               | Dobovec (CH)          | 8.167            | A                | 4                |
| 17               | Prodexim Kherson (CH) | 8.167            | A                | 4                |
| 18               | Kremlin-Bicêtre (CH)  | 8.167            | A                | 4                |
| 19               | Feniks (CH)           | 5.833            | A                | 4                |
| 20               | Makarska (CH)         | 5.501            | B                | 2                |
| 21               | APOEL (CH)            | 4.834            | B                | 2                |
| 22               | Lučenec (RU)          | 4.167            | B                | 2                |

| Turno preliminare | Turno preliminare           | Turno preliminare | Turno preliminare |
| Rank              | Squadra                     | Coeff.            | Urna              |
| ----------------- | --------------------------- | ----------------- | ----------------- |
| 23                | Informatica Timișoara (CH)  | 4.000             | 1                 |
| 24                | Mostar SG (CH)              | 3.501             | 1                 |
| 25                | Leo (CH)                    | 3.205             | 1                 |
| 26                | Veles (CH)                  | 3.167             | 1                 |
| 27                | Hohenstein-Ernstthal (CH)   | 3.084             | 1                 |
| 28                | Rekord Bielsko-Biała (CH)   | 2.834             | 1                 |
| 29                | Hovocubo (CH)               | 2.667             | 1                 |
| 30                | Tatishvili (CH)             | 2.501             | 1                 |
| 31                | Sandefjord (CH)             | 2.250             | 1                 |
| 32                | Kampuksen Dynamo (CH)       | 2.167             | 2                 |
| 33                | Uddevalla (CH)              | 2.084             | 2                 |
| 34                | Gentofte (CH)               | 2.084             | 2                 |
| 35                | Valletta (CH)               | 1.583             | 2                 |
| 36                | Varna City (CH)             | 1.583             | 2                 |
| 37                | Doukas (CH)                 | 1.500             | 2                 |
| 38                | Reading Escolla (CH)        | 1.334             | 2                 |
| 39                | Dinamo Chișinău (CH)        | 1.167             | 2                 |
| 40                | Lynx (CH)                   | 1.001             | 2                 |
| 41                | Čelik (CH)                  | 1.001             | 3                 |
| 42                | RCD Fidell (CH)             | 0.834             | 3                 |
| 43                | Osmanlıspor (CH)            | 0.667             | 3                 |
| 44                | Vytis (CH)                  | 0.583             | 3                 |
| 45                | Maccabi Nahalat Itzhak (CH) | 0.583             | 3                 |
| 46                | Murexin Allstars (CH)       | 0.500             | 3                 |
| 47                | Tirana (CH)                 | 0.334             | 3                 |
| 48                | Futsamba Naas (CH)          | 0.334             | 3                 |
| 49                | Cardiff University (CH)     | 0.251             | 3                 |
| 50                | Encamp (CH)                 | 0.251             | 4                 |
| 51                | Racing Luxembourg (CH)      | 0.250             | 4                 |
| 52                | Cosmos Tallinn (CH)         | 0.167             | 4                 |
| 53                | Murata (CH)                 | 0.167             | 4                 |
| 54                | Wattcell (CH)               | 0.000             | 4                 |
| 55                | Belfast United (CH)         | 0.000             | 4                 |
| 56                | Vængir Júpíters (CH)        | 0.000             | 4                 |

Note
- (TH) – Squadra campione in carica
- (CH) – Campione nazionale
- (RU) – Secondo posto nazionale
- (H) – Squadra ospitante

### Formula
- Fase preliminare (28 agosto - 2 settembre 2018)

Nove gironi da tre o quattro squadre.

Ogni girone conterrà una squadra da ognuna delle quattro fasce, classificate in base al ranking per coefficienti.

Le nove vincitrici dei gironi passano il turno.

Come stabilito dal Comitato Emergenze UEFA, le squadre del Kosovo non possono essere sorteggiate insieme a quelle provenienti dalla Serbia o Bosnia-Erzegovina.
- Fase principale (2-7 ottobre 2018)

Percorso A
Seguono questo percorso l'Inter FS campione in carica, le 11 migliori squadre successive e quelle dal 16º al 19º posto nel ranking.

Le prime tre squadre in ognuno dei quattro gironi si qualificano alla fase élite.
Percorso B
Le squadre dal 12º al 15º posto e dal 20º al 22º posto nel ranking verranno raggiunte dalle nove vincitrici della fase preliminare.

Come al sorteggio precedente, le squadre verranno assegnate a una delle quattro fasce. Quattro sono state designate come squadre ospitanti e verranno estratte separatamente, mantenendo la rispettiva fascia.

Come stabilito dal Comitato Emergenze UEFA, le squadre provenienti da Armenia e Azerbaigian non possono affrontarsi.

Le vincitrici dei quattro gironi si qualificano alla fase élite.
- Fase élite e fase finale (13-18 novembre 2018; 25-28 aprile 2019)

Le 16 squadre si affronteranno in quattro gironi da quattro, da sorteggiarsi in primavera.

Le quattro vincitrici dei gironi si qualificano per la fase finale ad aprile. Una di queste squadre ospiterà il torneo.

## Turno preliminare

### Gruppo A
| Squadra                | P.ti | G | V | N | P | GF | GS | DR  |
| ---------------------- | ---- | - | - | - | - | -- | -- | --- |
| Mostar SG              | 9    | 3 | 3 | 0 | 0 | 17 | 5  | +12 |
| Gentofte               | 6    | 3 | 2 | 0 | 1 | 15 | 4  | +11 |
| Maccabi Nahalat Itzhak | 3    | 3 | 1 | 0 | 2 | 9  | 15 | -6  |
| Wattcell               | 0    | 3 | 0 | 0 | 3 | 7  | 24 | -17 |

| Arbitri: | Ramil Namazov Viktor Bugenko Norbert Szilágyi |

|                                                                                         |           |  |
| Jørgensen 5'28'’ Veis 7'49'’, 30'25'’ Falck 10'39'’ V. Hansen 37'21'’ O. Hansen 38'49'’ | Marcatori |  |

| Arbitri: | Michael Christofides Norbert Szilágyi Viktor Bugenko |

|                                                           |           |  |
| Hugo 0'53'’ Vesić 14'10'’ Kahvedžić 31'51'’ Galić 39'34'’ | Marcatori |  |

| Arbitri: | Viktor Bugenko Michael Christofides Ramil Namazov |

|               |           | |
| Weiss 31'14'’ | Marcatori | 2'05'’ El-Ouaz 7'44'’, 15'55'’ Jørgensen 15'45'’, 31'53'’ Veis 20'57'’ Falck 28'30'’ Shkolnik 36'22'’ O. Hansen |

| Arbitri: | Norbert Szilágyi Ramil Namazov Michael Christofides |

| |           |                                                          |
| Aladžić 1'17'’, 14'05'’, 23'10'’ Hrkač 5'05'’ Vesić 12'32'’ Hugo 14'59'’, 22'54'’, 35'57'’ Kahvedžić 18'47'’, 34'49'’ | Marcatori | 8'32'’ Del Moral 17'54'’, 28'36'’ Kader 19'38'’ Mollison |

| Arbitri: | Norbert Szilágyi Michael Christofides Ramil Namazov |

|                                        |           |                                                                                           |
| Forsyth 6'20'’, 39'18'’ Guthrie 8'23'’ | Marcatori | 4'04'’, 14'18'’, 32'23'’, 37'53'’, 38'02'’ Weiss 4'35'’ Stunis 24'24'’, 33'18'’ Goldstein |

| Arbitri: | Viktor Bugenko Ramil Namazov Michael Christofides |

|              |           |                                               |
| Veis 16'24'’ | Marcatori | 21'24'’ Kahvedžić 21'54'’ Rakić 29'58'’ Vesić |

### Gruppo B
| Squadra          | P.ti | G | V | N | P | GF | GS | DR  |
| ---------------- | ---- | - | - | - | - | -- | -- | --- |
| Kampuksen Dynamo | 9    | 3 | 3 | 0 | 0 | 15 | 1  | +14 |
| Murexin Allstars | 6    | 3 | 2 | 0 | 1 | 14 | 10 | +4  |
| Sandefjord       | 3    | 3 | 1 | 0 | 2 | 4  | 8  | -4  |
| Encamp           | 0    | 3 | 0 | 0 | 3 | 5  | 19 | -14 |

| Arbitri: | Vedran Babic Gordon Mccabe Antonios Adamopoulos |

|                                         |           |                 |
| Christiansen 23'34'’ Anthonisen 26'36'’ | Marcatori | 25'34'’ Saviola |

| Arbitri: | Peter Nurse Antonios Adamopoulos Gordon Mccabe |

|                          |           |                                                        |
| J. Kytölä 14'14'’ (aut.) | Marcatori | 3'47'’, 15'21'’ Radin 18'28'’ Korsunov 30'05'’ Valkama |

| Arbitri: | Antonios Adamopoulos Vedran Babic Peter Nurse |

|                                 |           |  |
| 39'18'’ Radin 39'56'’ J. Kytölä | Marcatori |  |

| Arbitri: | Gordon Mccabe Peter Nurse Vedran Babic |

| |           |                                                        |
| Nicolin 1'15'’ (aut.) V. Muharemovic 3'20'’, 29'46'’ Englisch 5'14'’ Jatic 21'03'’, 36'22'’ (t.l.) A. Muharemovic 25'35'’ Bezer 26'33'’ | Marcatori | 3'11'’ Saviola 12'57'’ Barbosa 30'11'’, 30'27'’ Andreu |

| Arbitri: | Vedran Babic Antonios Adamopoulos Gordon Mccabe |

|  |           | |
|  | Marcatori | 3'06'’ J. Kytölä 5'56'’ (aut.) Nicolin 8'54'’ M. Kytölä 9'09'’ (t.l.), 37'41'’ (t.l.) Radin 14'52'’ Korpela 31'29'’ Muridiyazd 33'55'’ Intala 35'01'’ Vidaković |

| Arbitri: | Peter Nurse Gordon Mccabe Antonios Adamopoulos |

|                                      |           |                                                                               |
| Espegren 2'38'’ Christiansen 19'46'’ | Marcatori | 12'00'’, 14'01'’, 39'59'’ Nuhanovic 16'40'’ Saribekyan 38'43'’ V. Muharemovic |

### Gruppo C
| Squadra         | P.ti | G | V | N | P | GF | GS | DR  |
| --------------- | ---- | - | - | - | - | -- | -- | --- |
| Uddevalla       | 9    | 3 | 3 | 0 | 0 | 14 | 7  | +7  |
| Leo             | 6    | 3 | 2 | 0 | 1 | 13 | 6  | +7  |
| Čelik           | 3    | 3 | 1 | 0 | 2 | 12 | 11 | +1  |
| Vængir Júpíters | 0    | 3 | 0 | 0 | 3 | 9  | 24 | -15 |

| Arbitri: | Kaloyan Kirilov Talgat Kosmukhambetov Jan Kresta |

| |           |                                           |
| Galstyan 1'41'’, 7'56'’, 10'07'’, 36'32'’ Radovanović 3'18'’ Matheus 17'21'’ Mashumyan 19'24'’ Mkrtchyan 19'53'’ | Marcatori | 20'34'’ K. Kristinsson 31'20'’ Guðjónsson |

| Arbitri: | David Urdanoz Apezteguia Jan Kresta Talgat Kosmukhambetov |

|                                                       |           |                                     |
| Al Mouti 13'25'’, 19'59'’, 39'14'’ G. Berisha 25'52'’ | Marcatori | 2'19'’ Drašković 29'05'’ Spasojević |

| Arbitri: | Jan Kresta Kaloyan Kirilov David Urdanoz Apezteguia |

|                                    |           |                                                                  |
| Barović 7'54'’ Jakovljević 39'25'’ | Marcatori | 5'20'’ Lucas 6'13'’ Mkrtchyan 35'56'’ Galstyan 37'48'’ Mardanyan |

| Arbitri: | Talgat Kosmukhambetov David Urdanoz Apezteguia Kaloyan Kirilov |

| |           |                                                                                   |
| Hiseni 2'17'’, 10'34'’, 15'20'’ Moussa 5'43'’ Bagger 25'06'’ (rig.) Söderqvist 29'07'’ Legiec 36'51'’, 39'21'’ | Marcatori | 19'38'’ Eymundsson 24'09'’ Rögnvaldsson 29'26'’ Svavarsson 35'21'’ G. Kristinsson |

| Arbitri: | Jan Kresta Talgat Kosmukhambetov Kaloyan Kirilov |

|                                                                 |           | |
| Guðmundsson 15'55'’ Barović 19'48'’ (aut.) þorsteinsson 20'34'’ | Marcatori | Drašković 14'42'’ Barović 19'30'’ Jakovljević 32'51'’ Spasojević 37'40'’ Gojković 38'27'’, 39'22'’Durutović |

| Arbitri: | David Urdanoz Apezteguia Kaloyan Kirilov Talgat Kosmukhambetov |

|                  |           |                       |
| Galstyan 16'31'’ | Marcatori | 0'37'’, 4'32'’ Legiec |

### Gruppo D
| Squadra              | P.ti | G | V | N | P | GF | GS | DR  |
| -------------------- | ---- | - | - | - | - | -- | -- | --- |
| Hohenstein-Ernstthal | 7    | 3 | 2 | 1 | 0 | 19 | 5  | +14 |
| Doukas               | 5    | 3 | 1 | 2 | 0 | 11 | 9  | +2  |
| Tirana               | 4    | 3 | 1 | 1 | 1 | 8  | 9  | -1  |
| Belfast United       | 0    | 3 | 0 | 0 | 3 | 9  | 24 | -15 |

| Arbitri: | Igor Puzović Slawomir Steczko Omar Rafiq |

| |           |                                                                          |
| Karmis 1'01'’ Karavidas 17'32'’ Irvine 19'44'’ (aut.) Stavrakopoulos 21'33'’ Malovits 23'26'’ Kondylatos 28'59'’, 30'06'’ | Marcatori | 8'10'’ Pierce 14'37'’, 24'19'’ Lalor 35'24'’ Colligan 38'40'’ Glenholmes |

| Arbitri: | Ruben Guerreiro Omar Rafiq Slawomir Steczko |

|                                                                 |           |                      |
| Wittig 22'08'’ Melnyk 28'39'’ Hudáček 38'42'’ Sharovara 39'12'’ | Marcatori | 4'00'’, 13'20'’ Alaj |

| Arbitri: | Omar Rafiq Igor Puzović Ruben Guerreiro |

|               |           |                    |
| Gashi 22'07'’ | Marcatori | 24'18'’ Kondylatos |

| Arbitri: | Slawomir Steczko Ruben Guerreiro Igor Puzović |

| |           |  |
| Elezi 0'59'’, 25'48'’ Shcherytsia 1'28'’ Wittig 18'58'’ Melnyk 21'28'’ Costa 22'12'’, 22'36'’, 36'43'’ García 27'24'’ Belej 31'08'’, 35'48'’ Sharovara 39'15'’ | Marcatori |  |

| Arbitri: | Igor Puzović Slawomir Steczko Omar Rafiq |

|                                                     |           |                                                                          |
| Colligan 4'50'’, 32'34'’ Gunn 23'21'’ Magee 35'21'’ | Marcatori | 1'47'’, 16'18'’ (rig.) Selmanaj 3'29'’ Alibegu 14'56'’ Kaca 38'25'’ Alaj |

| Arbitri: | Ruben Guerreiro Omar Rafiq Slawomir Steczko |

|                                                              |           |                                       |
| Hudáček 7'55'’ (aut.) Konstantinou 31'40'’ Aggelinas 39'11'’ | Marcatori | 3'51'’, 36'19'’ Costa 25'48'’ Hudáček |

### Gruppo E
| Squadra        | P.ti | G | V | N | P | GF | GS | DR  |
| -------------- | ---- | - | - | - | - | -- | -- | --- |
| Valletta       | 9    | 3 | 3 | 0 | 0 | 17 | 7  | +10 |
| Veles          | 6    | 3 | 2 | 0 | 1 | 19 | 11 | +8  |
| Cosmos Tallinn | 3    | 3 | 1 | 0 | 2 | 9  | 10 | -1  |
| Futsamba Naas  | 0    | 3 | 0 | 0 | 3 | 5  | 22 | -17 |

| Arbitri: | Dejan Veselic Besar Beqiri Alem Bajrovic |

|                                                              |           |                                       |
| Kakabadze 2'22'’ Gomez 11'28'’ Yerai 32'36'’ Aleksić 38'20'’ | Marcatori | 17'30'’ Tšernoussov 20'07'’ Grigorjev |

| Arbitri: | Fredric Nilholt Alem Bajrovic Besar Beqiri |

| |           |                                           |
| Andov 2'34'’, 8'05'’, 38'56'’ Rangotov 8'53'’, 28'40'’ Gligorov 10'10'’ Petrovski 32'38'’ Todorovski 36'04'’, 39'34'’ Ramadan 39'23'’ | Marcatori | 18'12'’, 25'50'’ (rig.), 36'30'’ Stancuta |

| Arbitri: | Alem Bajrovic Dejan Veselic Fredric Nilholt |

|  |           |                                                                       |
|  | Marcatori | 2'00'’ Kakabadze 7'16'’ Di Maio 8'26'’, 37'31'’ Aleksić 26'19'’ Gomez |

| Arbitri: | Besar Beqiri Fredric Nilholt Dejan Veselic |

|                                                    |           |  |
| Rangotov 2'01'’, 13'59'’, 30'57'’ Gligorov 33'02'’ | Marcatori |  |

| Arbitri: | Besar Beqiri Alem Bajrovic Dejan Veselic |

|                                                                                                   |           |                             |
| Grigorjev 7'47'’ Tšernoussov 23'32'’, 33'39'’, 38'37'’ Tšernei 26'25'’, 37'52'’ Sergejevs 39'08'’ | Marcatori | 18'19'’ Galo 33'53'’ Bleahu |

| Arbitri: | Fredric Nilholt Dejan Veselic Alem Bajrovic |

| |           |                                                                               |
| Gomez 15'07'’, 16'45'’, 38'21'’ Yerai 21'03'’, 39'51'’ Kakabadze 21'56'’ Di Maio 26'28'’ Bukia 39'14'’ | Marcatori | 8'27'’ Stojkovski 24:'34'’, 35'05'’ Leveski 26'57'’ Rangotov 38'24'’ Gligorov |

### Gruppo F
| Squadra         | P.ti | G | V | N | P | GF | GS | DR  |
| --------------- | ---- | - | - | - | - | -- | -- | --- |
| Vytis           | 9    | 3 | 3 | 0 | 0 | 20 | 4  | +16 |
| Hovocubo        | 6    | 3 | 2 | 0 | 1 | 20 | 8  | +12 |
| Reading Escolla | 3    | 3 | 1 | 0 | 2 | 10 | 18 | -8  |
| Murata          | 0    | 3 | 0 | 0 | 3 | 4  | 24 | -20 |

| Arbitri: | Grigori Ošomkov Marco Rothenfluh Ovidiu Dan Curta |

| |           |                              |
| Molkârâi 2' 46'’ Bouyouzan 7'36'’, 20'39'’ Makraou 9'14'’, 27'11'’ St. Juste 12'36'’, 32'07'’ Mossaoui 15'41'’, 38'46'’ Suleiman 29'16'’ Amrani 32'50'’ Mellah 35'27'’ | Marcatori | 6'22'’ Felici 39'55'’ Albani |

| Arbitri: | Hennadiy Hora Ovidiu Dan Curta Marco Rothenfluh |

| |           |  |
| Isaac 1'13'’, 22'20'’ (rig.) Genigle 11'35'’, 12'50'’ Sandrinho 14'37'’, 26'46'’ Rafa 15'05'’, 35'56'’ Andres 15'18'’, 34'53'’ Santos 24'54'’ Buinickij 34'02'’ | Marcatori |  |

| Arbitri: | Ovidiu Dan Curta Grigori Ošomkov Hennadiy Hora |

|                              |           |                                                                             |
| Muraca 30'42'’ Mieli 33'45'’ | Marcatori | 27'07'’ Velseboer 15'17'’, 23'47'’ Mellah 23'23'’ Suleiman 27'07'’ Molkârâi |

| Arbitri: | Marco Rothenfluh Hennadiy Hora Grigori Ošomkov |

|                                               |           |                   |
| Santos 11'26'’, 14'26'’, 22'00'’ Rafa 16'34'’ | Marcatori | 38'14'’ Busignani |

| Arbitri: | Ovidiu Dan Curta Hennadiy Hora Marco Rothenfluh |

|                   |           | |
| Busignani 31'11'’ | Marcatori | 7'53'’, 21'10'’ Morales 12'05'’, 19'34'’, 33'40'’ Lopez 20'39'’ Mieli 37'19'’ Nalletamby 38'36'’ Damasio |

| Arbitri: | Grigori Ošomkov Marco Rothenfluh Hennadiy Hora |

|                                                    |           |                                                           |
| Mellah 28'01'’ St. Juste 36'33'’ Velseboer 38'56'’ | Marcatori | 33'13'’ Zagurskas 35'32'’ Andres 37'39'’, 39'09'’ Genigle |

### Gruppo G
| Squadra              | P.ti | G | V | N | P | GF | GS | DR  |
| -------------------- | ---- | - | - | - | - | -- | -- | --- |
| Rekord Bielsko-Biała | 9    | 3 | 3 | 0 | 0 | 23 | 4  | +19 |
| Varna City           | 4    | 3 | 1 | 1 | 1 | 9  | 8  | +1  |
| Racing Luxembourg    | 3    | 3 | 1 | 0 | 2 | 11 | 19 | -8  |
| Cardiff University   | 1    | 3 | 0 | 1 | 2 | 7  | 19 | -12 |

| Arbitri: | Aurélien Uzan Sarunas Tamulynas Shota Kukhilava |

|                                                                            |           |                                                 |
| Karageorgiev 5'06'’, 21'27'’ (rig.), 35'30'’ Petev 23'00'’ Stoykov 30'11'’ | Marcatori | 5'32'’, 11'39'’ (rig.) Valente 8'43'’ Goncalves |

| Arbitri: | Daniel Matkovic Shota Kukhilava Sarunas Tamulynas |

| |           |                |
| Marek 0'56'’, 11'47'’, 13'44'’ Bondar 6'19'’, 8'10'’, 16'08'’ Popławski 8'00'’ Kubik 11'07'’, 23'14'’ Da Silveira 34'55'’ | Marcatori | 3'27'’ Dorward |

| Arbitri: | Shota Kukhilava Aurélien Uzan Daniel Matkovic |

|                                                 |           |                                               |
| Hudson 14'16'’ Dorward 32'09'’ Prangley 35'29'’ | Marcatori | 6'45'’ Nestorov 23'31'’, 38'56'’ Karageorgiev |

| Arbitri: | Sarunas Tamulynas Daniel Matkovic Aurélien Uzan |

| |           |                                     |
| Da Silveira 3'42'’ Budniak 6'57'’, 18'0'’ Kubik 10'48'’ Marek 11'17'’, 16'40'’ Bondar 12'42'’, 37'14'’ Mura 28'11'’ Biel 35'12'’, 39'44'’ (t.l.) | Marcatori | 28'57'’ Goncalves 35'45'’ Rodrigues |

| Arbitri: | Aurélien Uzan Daniel Matkovic Sarunas Tamulynas |

|                                                                                |           |                                              |
| Monteiro 10'07'’ Da Silva 19'44'’, 28'12'’ Soares 20'59'’, 21'11'’ Maia 23'6'’ | Marcatori | 12'37'’ Prangley 29'34'’ Dabbs 31'17'’ Gomez |

| Arbitri: | Shota Kukhilava Sarunas Tamulynas Daniel Matkovics |

|                      |           |                            |
| Karageorgiev 18'21'’ | Marcatori | 11'55'’ Kubik 28'33'’ Biel |

### Gruppo H
| Squadra               | P.ti | G | V | N | P | GF | GS | DR  |
| --------------------- | ---- | - | - | - | - | -- | -- | --- |
| Informatica Timișoara | 6    | 2 | 2 | 0 | 0 | 15 | 2  | +13 |
| Lynx                  | 3    | 2 | 1 | 0 | 1 | 5  | 8  | -3  |
| Osmanlıspor           | 0    | 2 | 0 | 0 | 2 | 4  | 14 | -10 |

| Arbitri: | Dario Pezzuto Lars Van Leeuwen Ingo Heemsoth |

| |           |                                     |
| Deco 0'48'’, 21'12'’ Valadares 5'40'’, 23'59'’, 29'32'’, 39'49'’ Bondar 9'22'’ Pedrinho 11'44'’ Ilas 26'29'’ | Marcatori | 25'44'’ Aydogan 31'29'’ (aut.) Deco |

| Arbitri: | Lars Van Leeuwen Ingo Heemsoth Dario Pezzuto |

|                             |           |                                                            |
| Ozkul 38'30'’ Pinar 39'16'’ | Marcatori | 0'18'’ Martin 13'35'’, 35'50'’ Popo 38'8'’, 39'52'’ Bernal |

| Arbitri: | Ingo Heemsoth Dario Pezzuto Lars Van Leeuwen |

|  |           |                                                                            |
|  | Marcatori | 5'22'’, 6'25'’ Araujo 6'42'’, 25'33'’ Valadares 11'00'’, 36'49'’ Ruxandari |

### Gruppo I
| Squadra         | P.ti | G | V | N | P | GF | GS | DR |
| --------------- | ---- | - | - | - | - | -- | -- | -- |
| Tatishvili      | 4    | 2 | 1 | 1 | 0 | 8  | 6  | +2 |
| Dinamo Chișinău | 3    | 2 | 1 | 0 | 1 | 6  | 7  | -1 |
| RCD Fidell      | 1    | 2 | 0 | 1 | 1 | 9  | 10 | -1 |

| Arbitri: | Raafat Al Hamola Kirill Naishouler Daniele D'Adamo |

|                                                                                          |           |                                                        |
| Coceban 17'18'’ Negara 26'42'’ Munteanu 27'40'’ Deliatynskyi 35'07'’ Nicolaiciuc 38'12'’ | Marcatori | 6'39'’ Sousa 16'36'’, 35'54'’ Castelo 31'53'’ Leonaldi |

| Arbitri: | Daniele D'Adamo Raafat Al Hamola Kirill Naishouler |

|                                                                      |           |                                                                                              |
| Leonaldi 13'41'’ Puente 24'57'’ Cia 32'34'’, 39'21'’ Sanchez 35'46'’ | Marcatori | 3'17'’ Kekelia 15'49'’ Silagava 19'52'’ Ekizashvili 30'04'’ Jvarashvili 30'23'’ Tikurishvili |

| Arbitri: | Kirill Naishouler Raafat Al Hamola Daniele D'Adamo |

|                                                   |           |                |
| Tikurishvili 28'44'’, 30'31'’ Jvarashvili 38'45'’ | Marcatori | 14'11'’ Negara |

## Turno principale

### Percorso A

#### Gruppo 1
| Squadra         | P.ti | G | V | N | P | GF | GS | DR  |
| --------------- | ---- | - | - | - | - | -- | -- | --- |
| Benfica         | 7    | 3 | 2 | 1 | 0 | 15 | 5  | +10 |
| Barcellona      | 7    | 3 | 2 | 1 | 0 | 12 | 6  | +6  |
| Halle-Gooik     | 3    | 3 | 1 | 0 | 2 | 15 | 16 | -1  |
| Kremlin-Bicêtre | 0    | 3 | 0 | 0 | 3 | 7  | 22 | -15 |

| Arbitri: | Balázs Farkas Christos Christou Vladimir Kadykov |

|                                                    |           |                         |
| Ferrão 2'37'’, 3'14'’, 36'38'’ Esquerdinha 33'06'’ | Marcatori | 17'18'’, 32'11'’ Aigoun |

| Arbitri: | Ondřej Černý Vladimir Kadykov Christos Christou |

|                                                       |           |                                                                   |
| Diogo 24'24'’ Patias 32'09'’ B. Coelho 35'53'’ (aut.) | Marcatori | 5'22'’, 32'33'’ Fits 21'14'’, 30'13'’ A. Coelho 25'59'’ B. Coelho |

| Arbitri: | Vladimir Kadykov Balázs Farkas Ondřej Černý |

|                 |           |                     |
| Cecílio 30'19'’ | Marcatori | 35'16'’ Esquerdinha |

| Arbitri: | Christos Christou Ondřej Černý Balázs Farkas |

| |           |                                                         |
| Diogo 1'25'’, 2'10'’ De Bail 7'18'’, 8'11'’, 35'22'’ Gréllo 20'19'’, 21'13'’ Leitão 33:48’ Galán 39:33’ | Marcatori | 13'00'’ Ba 22'12'’ Bessa 29'18'’ Saliou 31'07'’ Pezeron |

| Arbitri: | Christos Christou Vladimir Kadykov Balázs Farkas |

|               |           | |
| Saliou 9'48'’ | Marcatori | 4'45'’ Tolrà 15'51'’, 23'16'’, 32'14'’ Robinho 25'03'’, 34'38'’ Campos 26'12'’ Henmi 32'51'’, 39'16'’ Fits |

| Arbitri: | Ondřej Černý Balázs Farkas Vladimir Kadykov |

|                                                                                                 |           |                                                    |
| Esquerdinha 4'21'’, 5'00'’, 11'53'’ Ferrão 9'41'’, 32'12'’ Aicardo 29'11'’ A. Fernández 35'36'’ | Marcatori | 19'55'’ Diogo 22'17'’ (rig.) Gréllo 27'06'’ Patias |

#### Gruppo 2
| Squadra          | P.ti | G | V | N | P | GF | GS | DR |
| ---------------- | ---- | - | - | - | - | -- | -- | -- |
| Inter            | 9    | 3 | 3 | 0 | 0 | 9  | 3  | +6 |
| Era-Pack Chrudim | 6    | 3 | 2 | 0 | 1 | 8  | 5  | +3 |
| Ekonomac         | 3    | 3 | 1 | 0 | 2 | 8  | 12 | -4 |
| Prodexim Kherson | 0    | 3 | 0 | 0 | 3 | 2  | 7  | -5 |

| Kragujevac 3 ottobre 2018, ore 18:00 | Inter | 3 – 0 | Prodexim Kherson | Jezero Hall |

| Kragujevac 3 ottobre 2018, ore 20:30 | Ekonomac | 3 – 6 | Era-Pack Chrudim | Jezero Hall |

| Kragujevac 4 ottobre 2018, ore 18:00 | Era-Pack Chrudim | 1 – 2 | Inter | Jezero Hall |

| Kragujevac 4 ottobre 2018, ore 20:30 | Ekonomac | 3 – 2 | Prodexim Kherson | Jezero Hall |

| Kragujevac 6 ottobre 2018, ore 18:00 | Prodexim Kherson | 0 – 1 | Era-Pack Chrudim | Jezero Hall |

| Kragujevac 6 ottobre 2018, ore 20:30 | Inter | 4 – 2 | Ekonomac | Jezero Hall |

#### Gruppo 3
| Squadra        | P.ti | G | V | N | P | GF | GS | DR  |
| -------------- | ---- | - | - | - | - | -- | -- | --- |
| Yugra Jugorsk  | 9    | 3 | 3 | 0 | 0 | 15 | 2  | +13 |
| Dobovec        | 6    | 3 | 2 | 0 | 1 | 9  | 4  | +5  |
| Sibirjak       | 3    | 3 | 1 | 0 | 2 | 4  | 13 | -9  |
| Berettyóújfalu | 0    | 3 | 0 | 0 | 3 | 4  | 13 | -9  |

| Rogatec 3 ottobre 2018, ore 17:30 | Yugra Jugorsk | 4 – 1 | Sibirjak | Rogatec Sports Hall |

| Rogatec 3 ottobre 2018, ore 20:00 | Dobovec | 3 – 0 | Berettyóújfalu | Rogatec Sports Hall |

| Rogatec 4 ottobre 2018, ore 17:30 | Berettyóújfalu | 1 – 9 | Yugra Jugorsk | Rogatec Sports Hall |

| Rogatec 4 ottobre 2018, ore 20:00 | Dobovec | 6 – 2 | Sibirjak | Rogatec Sports Hall |

| Rogatec 6 ottobre 2018, ore 17:30 | Sibirjak | 1 – 3 | Berettyóújfalu | Rogatec Sports Hall |

| Rogatec 6 ottobre 2018, ore 20:00 | Yugra Jugorsk | 2 – 0 | Dobovec | Rogatec Sports Hall |

#### Gruppo 4
| Squadra         | P.ti | G | V | N | P | GF | GS | DR  |
| --------------- | ---- | - | - | - | - | -- | -- | --- |
| Qairat Almaty   | 9    | 3 | 3 | 0 | 0 | 15 | 4  | +11 |
| Sporting CP     | 6    | 3 | 2 | 0 | 1 | 9  | 4  | +5  |
| LidSelmash Lida | 3    | 3 | 1 | 0 | 2 | 5  | 11 | -6  |
| Feniks          | 0    | 3 | 0 | 0 | 3 | 5  | 15 | -10 |

| Glogovac 3 ottobre 2018, ore 18:00 | Sporting CP | 3 – 2 | LidSelmash Lida | Palestra e Qyteti |

| Glogovac 3 ottobre 2018, ore 20:30 | Feniks | 3 – 7 | Qairat Almaty | Palestra e Qyteti |

| Glogovac 4 ottobre 2018, ore 18:00 | Qairat Almaty | 2 – 1 | Sporting CP | Palestra e Qyteti |

| Glogovac 4 ottobre 2018, ore 20:30 | Feniks | 2 – 3 | LidSelmash Lida | Palestra e Qyteti |

| Glogovac 6 ottobre 2018, ore 18:00 | LidSelmash Lida | 0 – 6 | Qairat Almaty | Palestra e Qyteti |

| Glogovac 6 ottobre 2018, ore 20:30 | Sporting CP | 5 – 0 | Feniks | Palestra e Qyteti |

### Percorso B

#### Gruppo 5
| Squadra        | P.ti | G | V | N | P | GF | GS | DR  |
| -------------- | ---- | - | - | - | - | -- | -- | --- |
| Acqua e Sapone | 9    | 3 | 3 | 0 | 0 | 18 | 3  | +15 |
| APOEL          | 3    | 3 | 1 | 0 | 2 | 7  | 11 | -4  |
| Mostar SG      | 3    | 3 | 1 | 0 | 2 | 10 | 14 | -4  |
| Uddevalla      | 3    | 3 | 1 | 0 | 2 | 9  | 16 | -7  |

| Nicosia 3 ottobre 2018, ore 14:00 | Acqua e Sapone | 6 – 0 | Uddevalla | Eleftheria Indoor Hall |

| Nicosia 3 ottobre 2018, ore 18:00 | APOEL | 4 – 0 | Mostar SG | Eleftheria Indoor Hall |

| Nicosia 4 ottobre 2018, ore 14:00 | Mostar SG | 2 – 6 | Acqua e Sapone | Eleftheria Indoor Hall |

| Nicosia 4 ottobre 2018, ore 18:00 | APOEL | 2 – 5 | Uddevalla | Eleftheria Indoor Hall |

| Nicosia 6 ottobre 2018, ore 14:00 | Uddevalla | 4 – 8 | Mostar SG | Eleftheria Indoor Hall |

| Nicosia 6 ottobre 2018, ore 18:00 | Acqua e Sapone | 6 – 1 | APOEL | Eleftheria Indoor Hall |

#### Gruppo 6
| Squadra          | P.ti | G | V | N | P | GF | GS | DR  |
| ---------------- | ---- | - | - | - | - | -- | -- | --- |
| Makarska         | 9    | 3 | 3 | 0 | 0 | 10 | 3  | +7  |
| Aktobe           | 6    | 3 | 2 | 0 | 1 | 9  | 2  | +7  |
| Tatishvili       | 3    | 3 | 1 | 0 | 2 | 9  | 11 | -2  |
| Kampuksen Dynamo | 0    | 3 | 0 | 0 | 3 | 2  | 14 | -12 |

| Makarska 3 ottobre 2018, ore 18:00 | Aktobe | 6 – 2 | Tatishvili | Gradska sportska dvorana |

| Makarska 3 ottobre 2018, ore 20:30 | Makarska | 6 – 1 | Kampuksen Dynamo | Gradska sportska dvorana |

| Makarska 4 ottobre 2018, ore 18:00 | Kampuksen Dynamo | 0 – 3 | Aktobe | Gradska sportska dvorana |

| Makarska 4 ottobre 2018, ore 20:30 | Makarska | 4 – 2 | Tatishvili | Gradska sportska dvorana |

| Makarska 6 ottobre 2018, ore 18:00 | Tatishvili | 5 – 1 | Kampuksen Dynamo | Gradska sportska dvorana |

| Makarska 6 ottobre 2018, ore 20:30 | Aktobe | 3 – 4 | Makarska | Gradska sportska dvorana |

#### Gruppo 7
| Squadra               | P.ti | G | V | N | P | GF | GS | DR  |
| --------------------- | ---- | - | - | - | - | -- | -- | --- |
| Rekord Bielsko-Biała  | 7    | 3 | 2 | 1 | 0 | 13 | 2  | +11 |
| Informatica Timișoara | 4    | 3 | 1 | 1 | 1 | 7  | 4  | +3  |
| Nikars                | 3    | 3 | 1 | 0 | 2 | 6  | 16 | -10 |
| Hohenstein-Ernstthal  | 3    | 3 | 1 | 0 | 2 | 5  | 9  | -4  |

| Riga 4 ottobre 2018, ore 16:00 | Hohenstein-Ernstthal | 1 – 0 | Informatica Timișoara | Olimpiskais sporta centrs |

| Riga 4 ottobre 2018, ore 18:30 | Nikars | 0 – 7 | Rekord Bielsko-Biała | Olimpiskais sporta centrs |

| Riga 5 ottobre 2018, ore 16:00 | Rekord Bielsko-Biała | 5 – 1 | Hohenstein-Ernstthal | Olimpiskais sporta centrs |

| Riga 5 ottobre 2018, ore 18:30 | Nikars | 2 – 6 | Informatica Timișoara | Olimpiskais sporta centrs |

| Riga 7 ottobre 2018, ore 14:00 | Informatica Timișoara | 1 – 1 | Rekord Bielsko-Biała | Olimpiskais sporta centrs |

| Riga 7 ottobre 2018, ore 16:30 | Hohenstein-Ernstthal | 3 – 4 | Nikars | Olimpiskais sporta centrs |

#### Gruppo 8
| Squadra       | P.ti | G | V | N | P | GF | GS | DR |
| ------------- | ---- | - | - | - | - | -- | -- | -- |
| Vytis         | 9    | 3 | 3 | 0 | 0 | 9  | 2  | +7 |
| Lučenec       | 6    | 3 | 2 | 0 | 1 | 11 | 8  | +3 |
| Araz Naxçivan | 1    | 3 | 0 | 1 | 2 | 3  | 7  | -4 |
| Valletta      | 1    | 3 | 0 | 1 | 2 | 4  | 10 | -6 |

| Lučenec 3 ottobre 2018, ore 15:30 | Araz Naxçivan | 0 – 1 | Vytis | ŠH Arena |

| Lučenec 3 ottobre 2018, ore 18:00 | Lučenec | 4 – 3 | Valletta | ŠH Arena |

| Lučenec 4 ottobre 2018, ore 15:30 | Valletta | 1 – 1 | Araz Naxçivan | ŠH Arena |

| Lučenec 4 ottobre 2018, ore 18:00 | Lučenec | 2 – 3 | Vytis | ŠH Arena |

| Lučenec 6 ottobre 2018, ore 15:30 | Vytis | 5 – 0 | Valletta | ŠH Arena |

| Lučenec 6 ottobre 2018, ore 18:00 | Araz Naxçivan | 2 – 5 | Lučenec | ŠH Arena |

## Turno élite
| Percorso A | Percorso A             | Percorso A               | Percorso A               |
| Gruppo     | Vincitore (Fascia 1)   | Secondo posto (Fascia 2) | Terzo posto (Fascia 3/4) |
| ---------- | ---------------------- | ------------------------ | ------------------------ |
| 1          | Benfica                | Barcellona               | Halle-Gooik              |
| 2          | Inter                  | Era-Pack Chrudim         | Ekonomac                 |
| 3          | Yugra Jugorsk          | Dobovec                  | Sibirjak                 |
| 4          | Qairat Almaty          | Sporting CP              | LidSelmash Lida          |
| Percorso B |                        |                          |                          |
| Gruppo     | Vincitore (Fascia 3/4) |                          |                          |
| 5          | Acqua e Sapone         |                          |                          |
| 6          | Makarska               |                          |                          |
| 7          | Rekord Bielsko-Biała   |                          |                          |
| 8          | Vytis                  |                          |                          |

### Gruppo A
| Squadra     | P.ti | G | V | N | P | GF | GS | DR |
| ----------- | ---- | - | - | - | - | -- | -- | -- |
| Inter       | 9    | 3 | 3 | 0 | 0 | 13 | 6  | +7 |
| Dobovec     | 6    | 3 | 2 | 0 | 1 | 8  | 10 | -2 |
| Halle-Gooik | 3    | 3 | 1 | 0 | 2 | 12 | 11 | +1 |
| Vytis       | 0    | 3 | 0 | 0 | 3 | 5  | 11 | -6 |

| Arbitri: | Saša Tomić Nikola Jelić Kamil Çetin |

|                                                                                         |           |                |
| Humberto 10'37'’ Gadeia 15'49'’ (t.l.) Shiraishi 18'19'’ Pola 33'12'’ Elisandro 39'12'’ | Marcatori | 36'47'’ Duščak |

| Arbitri: | Marc Birkett Kamil Çetin Nikola Jelić |

|                              |           |                                                                        |
| Rafa 24'39'’ Barbosa 38'22'’ | Marcatori | 10'45'’, 12'53'’ Diogo 14'15'’ Leitão 27'35'’ Fernandão 39'15'’ Patias |

| Arbitri: | Kamil Çetin Marc Birkett Saša Tomić |

|                                     |           |                                                        |
| Patias 26'35'’, 29'14'’ Leo 39'17'’ | Marcatori | 2'54'’, 38'00'’ Gadeia 12'28'’ Pola 22'26'’ Ricardinho |

| Arbitri: | Nikola Jelić Saša Tomić Marc Birkett |

|                   |           |                                |
| Sandrinho 39'21'’ | Marcatori | 2'17'’ Fetić 21'53'’ R. Mordej |

| Arbitri: | Marc Birkett Kamil Çetin Nikola Jelić |

|                                                                       |           |                                                   |
| R. Mordej 2'28'’, 2'57'’ Grbić 19'46'’ Totošković 30'09'’ Čeh 34'57'’ | Marcatori | 2:14’, 17'08'’ Galán 28'33'’ Diogo 38'02'’ Patias |

| Arbitri: | Saša Tomić Nikola Jelić Kamil Çetin |

|                                                               |           |                                    |
| Humberto 12'57'’, 14'52'’ Elisandro 26'35'’ J. García 39'08'’ | Marcatori | 1'21'’ Sandrinho 14'33'’ Sendžikas |

### Gruppo B
| Squadra              | P.ti | G | V | N | P | GF | GS | DR |
| -------------------- | ---- | - | - | - | - | -- | -- | -- |
| Barcellona           | 9    | 3 | 3 | 0 | 0 | 11 | 2  | +9 |
| Yugra Jugorsk        | 6    | 3 | 2 | 0 | 1 | 7  | 7  | 0  |
| Ekonomac             | 3    | 3 | 1 | 0 | 2 | 11 | 13 | -2 |
| Rekord Bielsko-Biała | 0    | 3 | 0 | 0 | 3 | 8  | 15 | -7 |

| Arbitri: | Angelo Galante Alessandro Malfer Miguel Castilho |

|                                                           |           |                                |
| Lyskov 4'07'’, 7'51'’ Šajachmetov 21'29'’ Čiškala 33'17'’ | Marcatori | 9'33'’, 36'00'’, 39'47'’ Kubik |

| Arbitri: | Eduardo Fernandes Coelho Miguel Castilho Alessandro Malfer |

|                                                                                         |           |                |
| A. Fernández 5'01'’, 17'39'’ Ferrão 7'21'’ Dyego 13'03'’ Aicardo 21'50'’ Lozano 34'58'’ | Marcatori | 9'06'’ Divanei |

| Arbitri: | Miguel Castilho Eduardo Fernandes Coelho Angelo Galante |

|                                   |           |                                                     |
| Matijević 8'46'’ Rajčević 25'14'’ | Marcatori | 17'29'’ Nando 30'01'’ Šajachmetov 39'14'’ Kupatadze |

| Arbitri: | Alessandro Malfer Angelo Galante Eduardo Fernandes Coelho |

|                                                         |           |               |
| Esquerdinha 16'57'’ Ferrão 27'13'’ A. Fernández 38'56'’ | Marcatori | 16'15'’ Viana |

| Arbitri: | Eduardo Fernandes Coelho Miguel Castilho Angelo Galante |

|                                                      |           |                                                                                                |
| Bondar 4'49'’, 33'53'’ Surmiak 29'49'’ Marek 32'52'’ | Marcatori | 6'10'’, 28'11'’ Thales 7'12'’, 11'35'’, 16'06'’ Divanei 20'59'’, 26'31'’ Igor 33'20'’ Rajčević |

| Arbitri: | Alessandro Malfer Angelo Galante Miguel Castilho |

|  |           |                                     |
|  | Marcatori | 7'24'’ (rig.) Ferrão 39'50'’ Juanjo |

### Gruppo C
| Squadra     | P.ti | G | V | N | P | GF | GS | DR  |
| ----------- | ---- | - | - | - | - | -- | -- | --- |
| Sporting CP | 7    | 3 | 2 | 1 | 0 | 11 | 1  | +10 |
| Benfica     | 7    | 3 | 2 | 1 | 0 | 10 | 3  | +7  |
| Sibirjak    | 3    | 3 | 1 | 0 | 2 | 5  | 9  | -4  |
| Makarska    | 0    | 3 | 0 | 0 | 3 | 1  | 14 | -13 |

| Arbitri: | Juan José Cordero Gallardo Alejandro Martinez Flores Cédric Pelissier |

|                                                                |           |  |
| Cecílio 7'01'’ Campos 9'07'’, 18'44'’, 28'57'’ Robinho 22'51'’ | Marcatori |  |

| Arbitri: | Ondřej Černý Cédric Pelissie Alejandro Martinez Flores |

|                                                        |           |  |
| Cardinal 6'41'’ Deo 15'03'’ Dieguinho 20'52'’, 29'00'’ | Marcatori |  |

| Arbitri: | Alejandro Martinez Flores Juan José Cordero Gallardo Ondřej Černý |

|                                   |           |                                                             |
| Balashov 22'40'’ Pokotylo 37'48'’ | Marcatori | 7'47'’, 24'00'’ B. Coelho 11'24'’ Robinho 28'41'’ Chaguinha |

| Arbitri: | Cédric Pelissier Ondřej Černý Juan José Cordero Gallardo |

|                                                                                |           |  |
| Cary 1'23'’ Dieguinho 4'01'’, 30'39'’ Rocha 11'07'’ Alex 15'39'’ Erick 27'26'’ | Marcatori |  |

| Arbitri: | Ondřej Černý Cédric Pelissier Alejandro Martinez Flores |

|                  |           |                                                       |
| Osredkar 22'10'’ | Marcatori | 31'40'’ Islamov 38'06'’ (t.l.) Joan 39'32'’ Bastrikov |

| Arbitri: | Juan José Cordero Gallardo Alejandro Martinez Flores Cédric Pelissier |

|                 |           |                         |
| Robinho 11'28'’ | Marcatori | 17'16'’ (t.l.) Cardinal |

### Gruppo D
| Squadra          | P.ti | G | V | N | P | GF | GS | DR  |
| ---------------- | ---- | - | - | - | - | -- | -- | --- |
| Qairat Almaty    | 9    | 3 | 3 | 0 | 0 | 15 | 5  | +10 |
| Acqua e Sapone   | 6    | 3 | 2 | 0 | 1 | 15 | 7  | +8  |
| Era-Pack Chrudim | 3    | 3 | 1 | 0 | 2 | 6  | 7  | -1  |
| LidSelmash Lida  | 0    | 3 | 0 | 0 | 3 | 5  | 22 | -17 |

| Arbitri: | Gábor Kovács Balázs Farkas Vladimir Kadykov |

|                                                        |           |                |
| Tayebi 18'24'’ Orazov 29'05'’, 38'14'’ Higuita 36'26'’ | Marcatori | 0'08'’ Bertoni |

| Arbitri: | Ivan Shabanov Vladimir Kadykov Balázs Farka |

|                                                           |           |  |
| Bagatini 22'20'’ Slováček 28'50'’, 35'23'’ Felipe 38'15'’ | Marcatori |  |

| Arbitri: | Balázs Farkas Gábor Kovács Ivan Shabanov |

|                                 |           |                                                                                               |
| Voronin 1'15'’ Zhigalko 22'09'’ | Marcatori | 2'45'’, 3'53'’, 21'04'’, 31'21'’ Edson 7'41'’ (rig.) Tayebi 35'50'’ Rangel 36'40'’ Tūrsağūlov |

| Arbitri: | Vladimir Kadykov Ivan Shabanov Gábor Kovács |

|  |           |                                                       |
|  | Marcatori | 0'24'’ Murilo 17'44'’ Bertoni 25'07'’ (aut.) Slováček |

| Arbitri: | Gábor Kovács Balázs Farkas Ivan Shabanov |

| |           |                                                             |
| Bertoni 2'40'’ Lima 3'54'’, 9'47'’, 37'19'’ De Oliveira 19'29'’, 36'02'’ Calderolli 20'33'’ Lukaian 24'28'’, 30'24'’ Avellino 35'22'’, 37'47'’ | Marcatori | 10:22’ Todua 21'57'’ (aut.) Calderolli 28'31'’ Kandratovich |

| Arbitri: | Vladimir Kadykov Ivan Shabanov Balázs Farkas |

|                                                                   |           |                              |
| Rangel 1'45'’ Lennon 6'08'’ Esenamanov 16'34'’ Tūrsağūlov 28'17'’ | Marcatori | 21'45'’ Slováček 24'47'’ Max |

## Final four
| Gruppo | Squadra       |
| ------ | ------------- |
| A      | Inter         |
| B      | Barcellona    |
| C      | Sporting CP   |
| D      | Qairat Almaty |

### Tabellone
|  | Semifinali    | Semifinali    | Semifinali    |               |             | Finale          | Finale          | Finale          |  |
|  |               |               |               |               |             |                 |                 |                 |  |
|  | Sporting CP   | Sporting CP   | 5             |               |             |                 |                 |                 |  |
|  | Sporting CP   | Sporting CP   | 5             |               |             |                 |                 |                 |  |
|  | Inter         | Inter         | 3             |               |             |                 |                 |                 |  |
|  | Inter         | Inter         | 3             |               | Sporting CP | Sporting CP     | 2               |                 |  |
|  |               |               |               |               | Sporting CP | Sporting CP     | 2               |                 |  |
|  |               |               | Qairat Almaty | Qairat Almaty | 1           |                 |                 |                 |  |
|  | Barcellona    | Barcellona    | Qairat Almaty | Qairat Almaty | 1           | 2               |                 |                 |  |
|  | Barcellona    | Barcellona    |               |               |             | 2               |                 |                 |  |
|  | Qairat Almaty | Qairat Almaty | 5             |               |             | Finale 3º posto | Finale 3º posto | Finale 3º posto |  |
|  | Qairat Almaty | Qairat Almaty | 5             |               |             |                 |                 |                 |  |
|  |               |               |               |               |             |                 |                 |                 |  |
|  |               |               |               |               |             | Inter           | Inter           | 1               |  |
|  |               |               |               |               |             | Inter           | Inter           | 1               |  |
|  |               |               |               |               |             | Barcellona      | Barcellona      | 3               |  |

### Semifinali
| Arbitri: | Marc Birkett Kamil Çetin Saša Tomić |
| Crono:   | Nikola Jelić                        |

|                                                                 |           |                                                |
| Déo 5'25'’ Dieguinho 23'41'’, 29'34'’, 35'57'’ Cardinal 39'38'’ | Marcatori | 5'16'’ (aut.) Cary 37'00'’ Bebe 39'41'’ Gadeia |

| Arbitri: | Alessandro Malfer Angelo Galante Nikola Jelić |
| Crono:   | Saša Tomić                                    |

|                              |           |                                                                                        |
| Lozano 38'27'’ Dyego 39'16'’ | Marcatori | 21'21'’ Tayebi 27'00'’ Taynan 37'37'’ John Lennon 39'04'’ Edson 39'52'’ Douglas Júnior |

### Finale 3º posto
| Arbitri: | Alessandro Malfer Angelo Galante Kamil Çetin |
| Crono:   | Marc Birkett                                 |

|                  |           |                                                        |
| Humberto 39'59'’ | Marcatori | 9'00'’ Ferrão 11'39'’ A. Fernández 34'50'’ Esquerdinha |

### Finale
| Arbitri: | Saša Tomić Nikola Jelić Marc Birkett |
| Crono:   | Kamil Çetin                          |

| |            | |
| Cavinato 21'17'’ Merlim 26'49'’ | Marcatori  | 37'39'’ Douglas Júnior |
| · Guitta · Erick Mendonça · Dieguinho · Alex Merlim · Diego Cavinato · Gonçalo Portugal · Léo Jaraguá · Pedro Cary · Fernando Cardinal · João Matos · Déo · Vinícius Rocha · Pany Varela · Alex | Formazioni | · Higuita · Edson · Rangel · John Lennon · Taynan · Dudu · Dinmuhambet Súleımenov · Diego Fávero · Däuren Tūrsağūlov · Douglas Júnior · Hossein Tayebi · Dáýren Nurǵojın · Birjan Orazov · Şıñğıs Esenamanov |
| Nuno Dias | Allenatori | Kaká |